# حبیب‌الله شهبازی

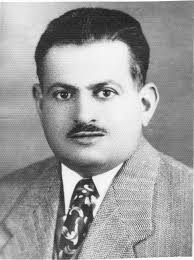
حبیب خان شهبازی

حبیب‌الله شهبازی (۱۲۹۵-۱۳۴۳) از سران عشایر جنوب بود که شورش گسترده عشایری سال‌های ۱۳۴۱–۱۳۴۲ را علیه حکومت پهلوی پدیدآوردند.
حبیب‌الله شهبازی کوچک‌ترین فرزند شهباز خان سرخی (مقتول در ۱۲۹۵ ش)، رئیس طوایف سرخی و کلانتر کوهمره سرخی، بود. در پی شورش عشایر فارس علیه حکومت رضاشاه پهلوی دو برادر او، سرمست خان (کلانتر کوهمره سرخی) و عبدالله خان، و تعدادی از خویشان او در سال ۱۳۱۱ ش. تیرباران شدند. حبیب‌الله شهبازی، که در این زمان ۱۶ سال داشت، به مدت یک سال زندانی شد و سپس تا شهریور ۱۳۲۰ و سقوط حکومت رضا شاه تبعید بود و اجازه اقامت در منطقه کوهمره سرخی را نداشت. با سقوط رضا شاه شهبازی، مانند بسیاری از سران تبعیدی ایلات و عشایر ایران، به منطقه خود بازگشت و به همراه برادر بزرگش مسیح خان (متوفی ۱۳۳۵ ش) ریاست منطقه را به دست گرفت. او تا سال ۱۳۳۵ ش؛ که رسماً سمت «کلانتری» ملغی شد، کلانتر منطقه کوهمره سرخی بود.
در سال‌های ۱۳۲۰–۱۳۳۲ شهبازی جزو اتحادیه غیررسمی از سران ایلات غیرترک فارس بود که علیه سلطه سران ایل قشقایی (ناصر خان و خسرو خان قشقایی) مبارزه می‌کردند.س از کودتای ۲۸ مرداد ۱۳۳۲ برادران قشقایی تبعید شدند. در سال ۱۳۴۱ حکومت پهلوی تهاجم برای سرکوب ایل قشقایی را آغاز کرد. شهبازی در واکنش به اقدامات ضدعشایری حکومت پهلوی از پاییز ۱۳۴۱ شورش گسترده‌ای را در منطقه کوهستانی کوهمره سرخی آغاز کرد و قریب به شش ماه به مبارزه مسلحانه علیه ارتش پرداخت. طبق اسناد منتشرشده شهبازی با روحانیون سرشناس شیراز، شیخ بهاءالدین محلاتی و سید عبدالحسین دستغیب، در ارتباط بوده‌است. او در یکی از اعلامیه‌هایش خود را «فدوی اسلام، روحانیون و خمینی» خوانده‌است.
پس از کودتای ۲۸ مرداد ۱۳۳۲ برادران قشقایی تبعید شدند ولی اقتدار سران طوایف غیر ترک فارس تداوم یافت. سرانجام، در سال ۱۳۴۱ حکومت پهلوی تهاجم برای سرکوب ایلات غیرترک فارس را آغاز کرد. شهبازی در واکنش به اقدامات ضدعشایری حکومت پهلوی از پاییز ۱۳۴۱ شورش گسترده‌ای را در منطقه کوهستانی کوهمره سرخی آغاز کرد و قریب به شش ماه به مبارزه مسلحانه علیه ارتش پرداخت.یکی از دلاوران و تفنگداران وفادار حبیب خان فتح الله خان بهادری از روستای ایور بود که متاسفانه از شجاعت و دلاوری این مرد جسور در تاریخ حق مطلب ادا نشده وی توانست تا آخرین نفس با حبیب خان بر ضد نظام شاهنشاهی مبارزه کند و در این مبارزات به شدت زخمی شد و به کمک هم روستاییانش جان سالم بدر برد. طبق اسناد منتشرشده شهبازی با روحانیون سرشناس شیراز، شیخ بهاءالدین محلاتی و سید عبدالحسین دستغیب، در ارتباط بوده‌است. او در یکی از اعلامیه‌هایش خود را «فدوی اسلام، روحانیون و خمینی» خوانده‌است.
او در اعلامیه دیگر از منشور کنگره جبهه ملی ایران حمایت کرده و خواستار «آزادی فوری جناب آقای دکتر محمد مصدق و سایر زندانیان سیاسی و آزادی مطبوعات و انحلال سازمان مخوف امنیت و اطلاعات و رهایی آزادیخواهان از قید و بند تبعید داخل و خارج شده است.» او افزوده: «عشایر فارس نه تنها مخالف اصلاحات ارضی و اجتماعی و آزادی دهقانان» نیستند «بلکه هرگونه اصلاحات اساسی و مترقیانه را که با تصویب نمایندگان واقعی و به دست دولت برگزیده ملت و در حدود قانون اساسی و رعایت اعلامیه حقوق بشر صورت گیرد صمیمانه پشتیبانی می‌کنند.» [سیاهپور، قیام عشایر جنوب، صص ۲۴۱-۲۴۹]
حکومت پهلوی با اعزام سپهبد بهرام آریانا (ارتشبد بعدی) به فارس، به عنوان فرمانده «نیروهای جنوب»، به سرکوب شدید شورش دست زد. شهبازی سرانجام در ۲۱ اردیبهشت ۱۳۴۲ پس از دریافت تأمین جانی خود را تسلیم نمایندگان اعزامی حکومت (سرلشکر سیف‌الله همت، سرهنگ مسعود حریری رئیس ساواک و جمشید کوششی) کرد. معهذا، او در دادگاه ویژه زمان جنگ در شیراز محاکمه و به تیرباران محکوم شد و در سحرگاه ۱۳ مهر ۱۳۴۳، به همراه پنج تن دیگر از سران عشایر فارس (فتح‌الله حیات داوودی، حسینقلی رستم، جعفرقلی رستم، ناصر طاهری، خداکرم ضرغامپور)، در میدان تیر شیراز تیرباران شد.